# Toramaru Shibano
 (février 2021).
La mise en forme du texte ne suit pas les recommandations de Wikipédia : il faut le « wikifier ».
Les points d'amélioration suivants sont les cas les plus fréquents. Le détail des points à revoir est peut-être précisé sur la page de discussion.
- Les titres sont pré-formatés par le logiciel. Ils ne sont ni en capitales, ni en gras.
- Le texte ne doit pas être écrit en capitales (les noms de famille non plus), ni en gras, ni en italique, ni en « petit »…
- Le gras n'est utilisé que pour surligner le titre de l'article dans l'introduction, une seule fois.
- L'italique est rarement utilisé : mots en langue étrangère, titres d'œuvres, noms de bateaux, etc.
- Les citations ne sont pas en italique mais en corps de texte normal. Elles sont entourées par des guillemets français : « et ».
- Les listes à puces sont à éviter, des paragraphes rédigés étant largement préférés. Les tableaux sont à réserver à la présentation de données structurées (résultats, etc.).
- Les appels de note de bas de page (petits chiffres en exposant, introduits par l'outil «  Source ») sont à placer entre la fin de phrase et le point final[comme ça].
- Les liens internes (vers d'autres articles de Wikipédia) sont à choisir avec parcimonie. Créez des liens vers des articles approfondissant le sujet. Les termes génériques sans rapport avec le sujet sont à éviter, ainsi que les répétitions de liens vers un même terme.
- Les liens externes sont à placer uniquement dans une section « Liens externes », à la fin de l'article. Ces liens sont à choisir avec parcimonie suivant les règles définies. Si un lien sert de source à l'article, son insertion dans le texte est à faire par les notes de bas de page.
- La présentation des références doit suivre les conventions bibliographiques. Il est recommandé d'utiliser les modèles {{Ouvrage}}, {{Chapitre}}, {{Article}}, {{Lien web}} et/ou {{Bibliographie}}. Le mode d'édition visuel peut mettre en forme automatiquement les références.
- Insérer une infobox (cadre d'informations à droite) n'est pas obligatoire pour parachever la mise en page.

Pour une aide détaillée, merci de consulter Aide:Wikification.
Si vous pensez que ces points ont été résolus, vous pouvez retirer ce bandeau et améliorer la mise en forme d'un autre article.
Toramaru Shibano (芝野 虎丸)), né le 9 novembre 1999 est un joueur de Go professionnel japonais de la Nihon Ki-in (Japanese Go Association) ayant remporté le prestigieux tournoi du Meijin en 2019 à l'âge de 19 ans. Il est actuellement 9e dan professionnel.

## Biographie
Né le 9 novembre 1999 dans la préfecture de Kanagawa au Japon, Shibano Toramaru aurait commencé à jouer au Go influencé par ses parents, tous deux fans de Hikaru no go (ヒカルの碁), un manga japonais basé sur le jeu de Go.
Shibano devient premier dan professionnel en septembre 2014, et enchaîne rapidement les victoires. Après 30 victoires lors de parties professionnelles, il devient deuxième dan en 2015, puis troisième dan en 2016.
En septembre 2017, Shibano remporte le tournoi du Ryusei, ce qui lui vaut d'être promu septième dan. La même année, il devient le plus jeune professionnel à entrer dans la ligue Honinbo. A 17 ans et 11 mois, il est également le plus jeune joueur à entrer dans la ligue du Meijin. En octobre 2017, Shibano remporte le 42ème tournoi Shinjin-O (新人王) face à Son Makoto 5p (孫喆)
Shibano poursuit son ascension en 2018, en remportant notamment le 4e tournoi Japon-Chine Ryusei en avril (vainqueur face à Ke Jie 9p) et termine deuxième de la 25e Coupe Agon en octobre (devant Ichiriki Ryō 8p (一力 遼)).
Le 8 octobre 2019, Shibano remporte le titre de Meijin face à Cho U (张栩). Il devient ainsi le plus jeune Meijin de l'histoire du Go japonais et est promu neuvième dan professionnel.
Le 17 juin 2020, il remporte le Judan, devant le plus jeune joueur à détenir trois titres au Japon .

## Titres
| Au Japon | Au Japon             | Au Japon             |
| Titre    | Victoire             | Challenger           |
| -------- | -------------------- | -------------------- |
| Kisei    |                      | 1 (2023)             |
| Meijin   | 3 (2019, 2022, 2023) | 2 (2020, 2025)       |
| Honinbo  |                      | 3 (2020, 2021, 2025) |
| Oza      | 2 (2019 - 2020)      | 1 (2024)             |
| Judan    | 3 (2020, 2023, 2025) | 1 (2024)             |
| Tengen   |                      | 1 (2024)             |
| Gosei    |                      | 2 (2024, 2025)       |
| Ryusei   | 2 (2017, 2021)       |                      |
| Shijin-O | 1 (2017)             |                      |
| Total    | 11                   | 11                   |